# منفذ سفوان الحدودي
منفذ سفوان هو منفذ حدودي بري عراقي في ناحية سفوان في محافظة البصرة أقصى جنوب العراق، متاخم لحدود دولة الكويت، تُشرف على منفذ سفوان هيأة المنافذ الحدودية، يقابل منفذَ سفوان العراقي منفذُ العبدلي الكويتي في منطقة العبدلي، مسافة الطريق بين مركز مدينة البصرة ومنفذ سفوان 120 كيلومتراً.

## الإيرادات
| التاريخ | الايراد                 | هامش  |
| ------- | ----------------------- | ----- |
| 2017    | 144 مليار دينار عراقي   | [ 2 ] |
| 2019    | 121,490,787 مليون دولار | [ 3 ] |